# Emch+Berger
Emch+Berger ist eine Schweizer Ingenieur-Gruppe, die in den Bereichen Infrastruktur, Immobilien, konstruktiver Ingenieurhochbau, Energie und Umwelt, Mobilität und Verkehr und Vermessung tätig ist. 

## Geschichte

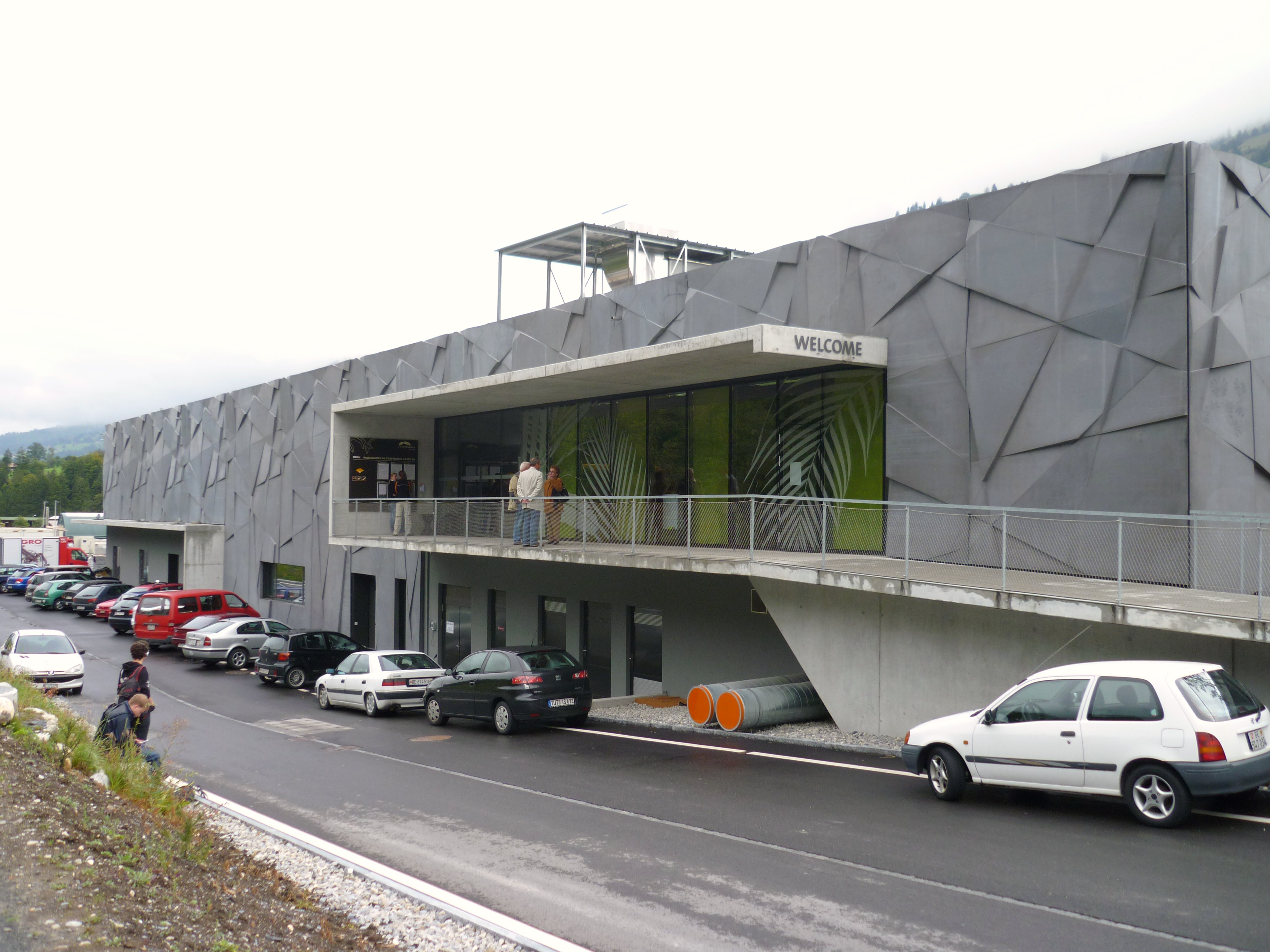
Eingangsbereich des 2009 eröffneten Tropenhauses Frutigen. Emch+Berger war für die bauliche Gesamtplanung zuständig.

1919 gründeten die Gebrüder Salzmann das Ingenieurbüro H. + E. Salzmann. 1946 trat Willy Emch (1916–2013) in die Firma ein, die nun Salzman+Emch hiess. 1953, mit dem Eintritt von Fritz Berger (1926–2017), erhielt das Ingenieurbüro den heutigen Namen Emch+Berger.
Seit 1998 ist die deutsche Emch+Berger Holding GmbH in Berlin im Eigentum der Mitarbeiter, seit 2000 auch das Schweizer Unternehmen.

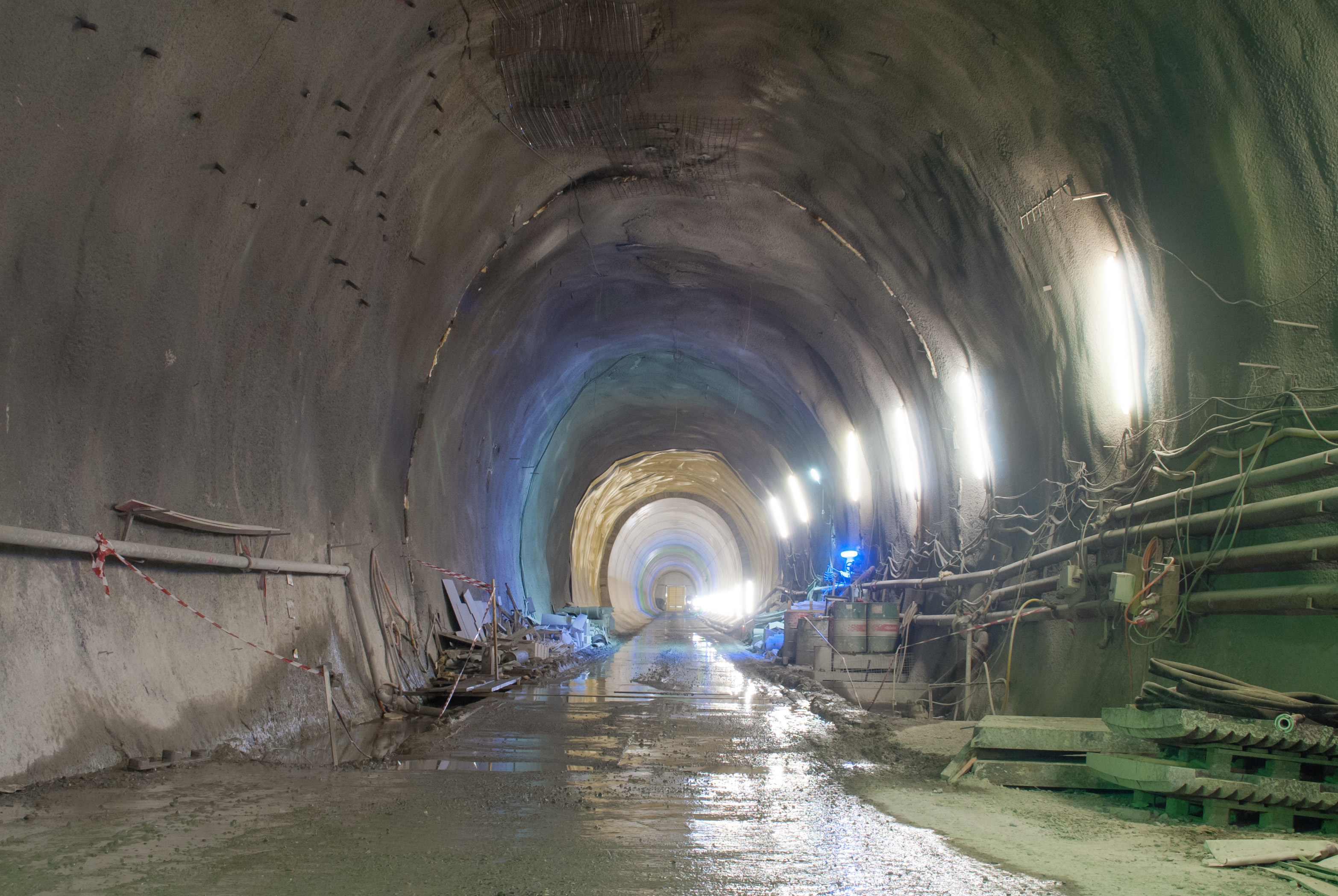
Der 2020 eröffnete Ceneri-Basistunnel (Ost). Emch+Berger war an Planung und Einbau der Bahntechnik, Sicherungsanlagen und Nachweisführung beteiligt.

## Unternehmen
Emch+Berger ist an über 30 Standorten mit mehr als 800 Mitarbeitern aktiv. Die Gruppe, die als Aktiengesellschaft strukturiert ist, setzt sich aus 13 Konzerngesellschaften zusammen und hat neben den Schweizer Niederlassungen eine Vertretung in Deutschland. Die einzelnen Konzerngesellschaften und Tochterunternehmen sind in der folgenden Tabelle dargestellt:
| Name der Gesellschaft       | Tochtergesellschaften                                         | Standorte |
| --------------------------- | ------------------------------------------------------------- | --- |
| Emch+Berger Holding AG      | –                                                             | - 1 Standort (Bern) |
| Emch+Berger AG Bern         | - HKP Bauingenieure AG - Emch+Berger Revelio AG - Atease GmbH | - 7 Standorte Emch+Berger AG Bern - 2 Standorte HKP Bauingenieure AG - 1 Standort Emch+Berger Revelio AG - 1 Standort Atease GmbH (Deutschland) |
| Emch+Berger Graubünden AG   | –                                                             | - 1 Standort (Chur) |
| Emch+Berger ImmoConsult AG  | - Büro für Bauökonomie AG                                     | - 6 Standorte Emch+Berger ImmoConsult AG - 3 Standorte Büro für Bauökonomie AG                                                                  |
| Emch+Berger SA Lausanne     | –                                                             | - 3 Standorte |
| Emch+Berger AG Solothurn    | –                                                             | - 1 Standort |
| Emch+Berger AG Vermessungen | –                                                             | - 2 Standorte |
| Emch+Berger WSB AG          | - Steiger Baucontrol AG                                       | - 4 Standorte Emch+Berger WSB AG - 1 Standort Steiger Baucontrol A                                                                              |
| Emch+Berger AG Zofingen     | –                                                             | - 1 Standort |

## Projekte (Auswahl)
- 2002–2016: Wankdorfplatz Bern[7]
- 2006–2013 Tropenhaus Frutigen[8]
- 2008–2018: Ceneri-Basistunnel[9]

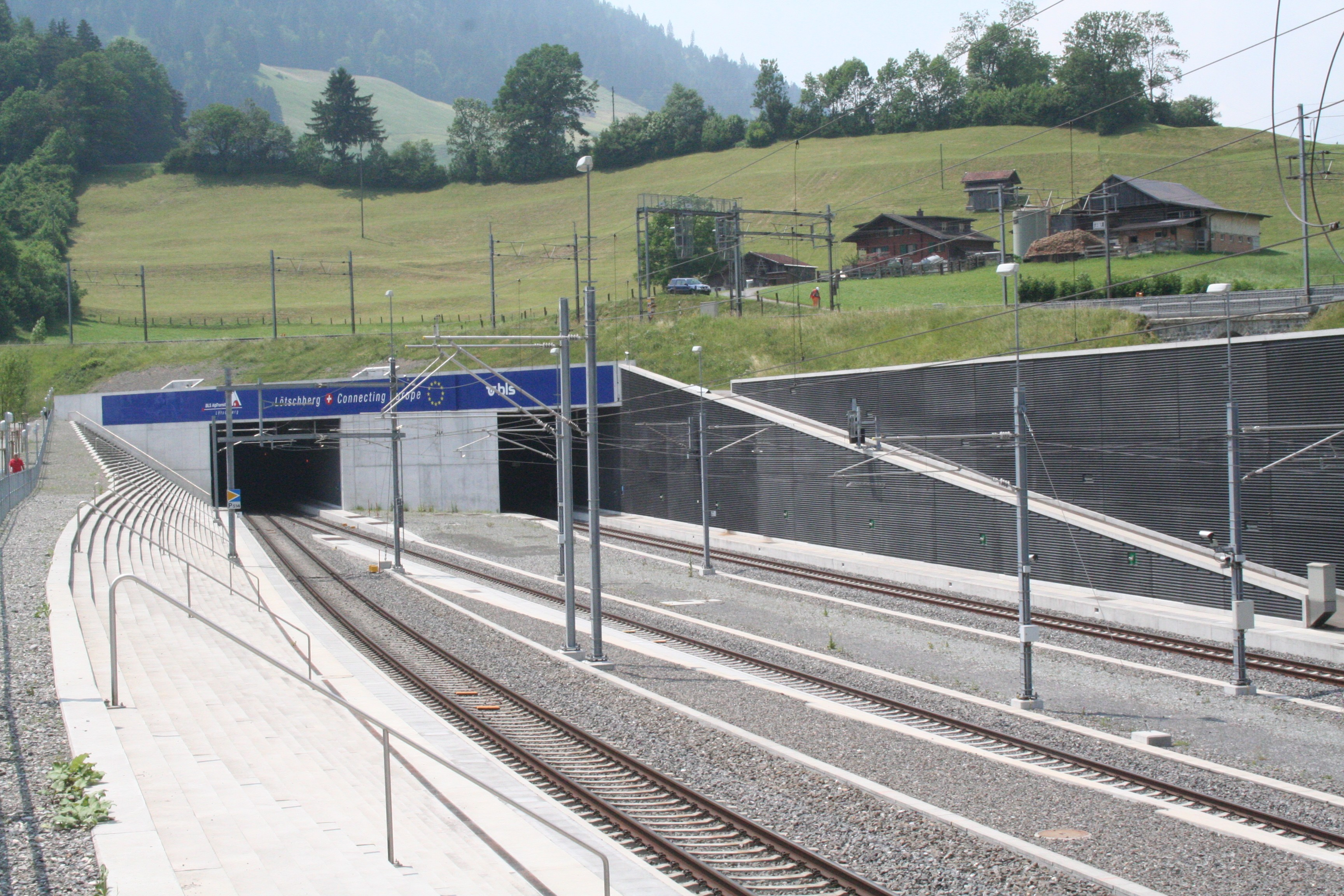
Nordportal des Lötschberg-Basistunnels, bei dessen Umsetzung Emch+Berger zeitweise die Bauleitung innehatte

- 2014–2028: Westumfahrung Biel, Anschluss Bienne-Centre[10]
- 2014–2028: Ausbau Publikumsanlagen Bahnhof Bern[11]
- 2015: PSW Limmern, Erschliessung Kraftwerks-Kaverne[12]
- 2016–2017: Fussgängerbrücke Rubigen[13]
- 2016–2017: Ersatz Staumauer Spitallamm[14]
- 2016–2019: Neubau Viscosistadt 744, Emmenbrücke[15]
- 2016–2019: Lötschberg-Basistunnel[16][17]
- 2019: Entwicklung Museumsquartier Bern[18]

## Auszeichnungen
- 2017: Auszeichnung für gute Baukultur des Kanton Luzern (für Bau der neuen Brücke und Instandsetzung der alten Hergiswaldbrücke)[19]

## Veröffentlichungen
- Management der Strassenerhaltung (MSE) für Strassennetze in Städten und Gemeinden. VSS, Zürich 2003.
- Sicherheit des Verkehrssystems Strasse und dessen Kunstbauten / Synthesebericht. 2010.
- Sicherheit des Verkehrssystems Strasse und dessen Kunstbauten / Testregion – Methoden zur Risikobeurteilung. 2010.